# Porrhomma ohkawai
Porrhomma ohkawai är en spindelart som beskrevs av Saito 1977. Porrhomma ohkawai ingår i släktet Porrhomma och familjen täckvävarspindlar. Inga underarter finns listade i Catalogue of Life.